# Lesidrenska Reka
Lesidrenska Reka (bulgariska: Лесидренска Река) är ett vattendrag i Bulgarien.   Det ligger i regionen Lovetj, i den centrala delen av landet, 90 km öster om huvudstaden Sofia.
I omgivningarna runt Lesidrenska Reka växer i huvudsak blandskog. Runt Lesidrenska Reka är det glesbefolkat, med 13 invånare per kvadratkilometer.